# 錢寧 (得克薩斯州)
錢寧（Channing）是位於美國得克薩斯州哈特利縣的一個城市。錢寧是哈特利縣的縣治。據2010年美國人口普查，錢寧有人口363人。